# Cyperns flagga
Cyperns flagga antogs den 16 augusti 1960 i samband med självständigheten. Flaggan är vit med två gröna olivkvistar. Mitt på flaggan finns en stiliserad bild av Cypern i brandgult. Proportionerna är 3:5.

## Symbolik
Den vita färgen och olivkvistarna symboliserar fred. Den brandgula färgen representerar grundämnet koppar (av lat. cuprum "metallen från Cypern"), som varit en viktig inkomstkälla för ön genom historien. När flaggan skapades valde man avsiktligt neutrala symboler för att inte underblåsa konflikterna mellan öns grekiska och turkiska folkgrupper. Cypern och Kosovo är de enda länder vars flaggor innehåller en karta över staten.

## Förslag på ny nationsflagga
I och med Kofi Annans plan från 2004 om en återförening mellan öns norra och södra delar skulle en ny flagga ha införts för den federala republiken Cypern. Till skillnad från den officiella flaggan innehåller förslaget färger som representerar öns grekisk och turkiska folkgrupper (blått respektive rött). I mitten av flaggan finns ett gult band som representerar koppar.